# Dystrykt Kapiri Mposhi
Dystrykt Kapiri Mposhi – dystrykt w środkowej Zambii w Prowincji Centralnej. W 2000 roku liczył 194 752 mieszkańców (z czego 50,61% stanowili mężczyźni) i obejmował 35 010 gospodarstw domowych. Siedzibą administracyjną dystryktu jest Kapiri Mposhi.